# Кални охлюви
Hydrobiidae е голямо космополитно семейство от дребни сладководни и соленоводни охлюви с оперкулум; те са част от разред Littorinimorpha.

## Разпространение
Hydrobiidae се срещат в голяма част от света, обитавайки всички континенти с изключение на Антарктида. Само в Австралия има над 260 вида от семейството.
Намерени са вкаменелости на представители на това семейство, датираки от ранния карбон.

## Описание
Представителите на семейството са много дребни охлюви, с дължина на черупката под 8 мм. Дясно завитите черупки са гладки и обикновено са доста незабележими. Черупката предлага много малко отличителни характеристики за класифициране на видовете в това семейство. Класификацията се усложнява допълнително от високата степен на вътрешновидова вариация. Описанията често трябва да се основават на характеристиките на оперкулума, радулата и пениса.
Черупката на видовете в това семейство варира от плоскоспирална до игловидна. Дебелината на черупката може да варира от тънка до сравнително солидна. Черупката може да бъде прозрачна и бяла или безцветна.
Броят на спиралите в черупката варира между две и осем. Периостракумът (външният слой на черупката) обикновено е тънък и често е оцветен. Понякога може да има леки издатини.
Роговият оперкулум обикновено е добре оформен и има само няколко спирали.
Главата, крайнците, мантията и висцералната спирала са оцветени в бледо сиво до тъмнолилаво-черно с меланинови пигменти. Подземните видове често са непигментирани.

## Размножаване
Видът обикновено има мъжки и женски индивиди, но много рядко размножаването може да бъде партеногенно, причинено от вътрешно оплождане. Женските снасят яйца в единични капсули върху листата или стъблата на водните растения. Понякога произвеждат яйца, които се излюпват в палиалния гонодукт на тялото и в тези случаи е налице живородно размножаване. Видовете, които обитават естуари на реки, понякога се размножават чрез велигерови ларви.

## Екология
Повечето видове от това семейство живеят в сладки води (езера, езера, реки, потоци), но някои се срещат в солена вода или на границите между сладка вода и солена вода. Няколко вида се срещат в морска среда на пясъчни или тинести дъна между водорасли и морска трева.
Тези малки охлюви се хранят с водорасли, кремъчни водорасли и детрит.

## Таксономия
Това е най-голямото семейство от надсемейство Truncatelloidea.Около 400 рода са причислени към това семейство, но вероятно са над 1000 вида. Семейство Hydrobiidae е най-разпространеното и разнообразно семейство сладководни мекотели в света, заемащо различни местообитания от потоци и естуари до алпийски блата.
Първоначално семейството е определено от германския зоолог Франц Херман Трошел през 1857 г. като група Hydrobiae. Трошел не е сигурен в техния ранг и ги поставя в Taenioglossata: Ctenobranchiata между литоглифите и Ancyloti. През следващите години се правят опити да се даде адекватна и по-подробна класификация. Друг германски зоолог, Йоханес Тиле, в трудове от 1925, 1929 и 1931 г. създава най-изчерпателната класификация, с преглед на семейството на родово ниво.
Проучване на Wilke et al. (2001), използвайки молекулярни данни от COI (цитохром c оксидазна субединица I) и 18S гени, води до класифицирането на няколко нови подсемейства: Hydrobiinae, Pseudamnicolinae, Nymphophilinae, Islamiinae и Horatiinae.
Следните подсемейства са признати в таксономията на коремоногите на Bouchet & Rocroi от 2005 г.:
- Hydrobiinae Stimpson, 1865 – синоними: Paludestrinidae Newton, 1891; Pyrgorientaliinae Radoman, 1977; Pseudocaspiidae Sitnikova & Starobogatov, 1983
- Belgrandiinae de Stefani, 1877 – синоними: Horatiini DW Taylor, 1966; Sadlerianinae Radoman, 1973; Pseudohoratiinae Radoman, 1973; Orientaliidae Radoman, 1973 (инв.); Lithoglyphulidae Radoman, 1973; Orientalinidae Radoman, 1978 (инв.); Belgrandiellinae Radoman, 1983; Dabrianidae Starobogatov, 1983; Istrianidae Starobogatov, 1983; Kireliinae Starobogatov, 1983; lanzaiidae Starobogatov, 1983; Tanousiidae Starobogatov, 1983; Bucharamnicolinae Izzatulaev, Sitnikova & Starobogatov, 1985; Martensamnicolinae Izzatulaev, Sitnikova & Starobogatov, 1985; Turkmenamnicolinae Izzatulaev, Sitnikova & Starobogatov, 1985
- Clenchiellinae DW Taylor, 1966 [5]
- Islamiinae Радоман, 1973 г
- Nymphophilinae DW Taylor, 1966 [5]
- Pseudamnicolinae Radoman, 1977
- Pyrgulinae Brusina, 1882 (1869) [6] – синоними: Caspiidae B. Dybowski, 1913; Microliopalaeinae B. Dybowski & Grochmalicki, 1914; Micromelaniidae B. Dybowski & Grochmalicki, 1914; Turricaspiinae B. Dybowski & Grochmalicki, 1915; Liosarmatinae B. Dybowski & Grochmalicki, 1920; Chilopyrgulinae Radoman, 1973; Micropyrgulidae Radoman, 1973; Falsipyrgulinae Radoman, 1983; Ohridopyrgulinae Radoman, 1983; Prosostheniinae Pana, 1989
- Tateinae Thiele, 1925 [7] – синоними: Potamopyrgidae FC Baker, 1928; Hemistomiinae Thiele, 1929

Amnicolidae и Cochliopidae се считат за отделни семейства според таксономията на Bouchet & Rocroi (2005).

## Родове
- Belgrandiellinae Radoman, 1983
  - Arganiella Giusti & Pezzoli, 1980
  - Balkanica Georgiev, 2011
  - Balkanospeum Georgiev, 2012
  - Belgrandiella A. J. Wagner, 1928
  - Boleana Radoman, 1975
  - Bythiospeum Bourguignat, 1882
  - Cavernisa Radoman, 1978
  - Cilgia Schütt, 1968
  - Costellina Kuščer, 1933
  - Devetakia Georgiev & Glöer, 2011
  - Devetakiola Georgiev, 2017
  - Graziana Radoman, 1975
  - Heraultiella Bodon, Manganelli & Giusti, 2002
  - Insignia Angelov, 1972
  - Istriana Velkovrh, 1971
  - Iverakia Glöer & Pešić, 2014
  - Kerkia Radoman, 1978
  - Kolevia Georgiev & Glöer, 2015
  - Lanzaia Brusina, 1906
  - Lanzaiopsis Bole, 1989
  - Meyrargueria Girardi, 2009
  - Microstygia Georgiev & Glöer, 2015
  - Palacanthilhiopsis Bernasconi, 1988
  - Phreatica Velkovrh, 1970
  - Plagigeyeria Tomlin, 1930
  - Pontobelgrandiella Radoman, 1978
  - Sarajana Radoman, 1975
  - Saxurinator Schütt, 1960
  - Stoyanovia Georgiev, 2017
  - Zeteana Glöer & Pešić, 2014
- Belgrandiinae de Stefani, 1877
  - Agrafia Szarowska & Falniowski, 2011
  - Antibaria Radoman, 1983
  - Belchatovia Kadolsky & Piechocki, 2000 †
  - Belgrandia Bourguignat, 1870
  - Bracenica Radoman, 1973
  - Cyclothyrella Neubauer, Mandic, Harzhauser & Hrvatović, 2013 †
  - Dalmatella Velkovrh, 1970
  - Dalmatinella Radoman, 1973
  - Daphniola Radoman, 1973
  - Gloeria Georgiev, Dedov & Cheshmedjiev, 2012
  - Gocea Hadžišče, 1956
  - Graecoanatolica Radoman, 1973
  - Graecorientalia Radoman, 1983
  - Grossuana Radoman, 1983
  - Guadiella Boeters, 2003
  - Hadziella Kuščer, 1932
  - Hauffenia Pollonera, 1898
  - Isimerope Radea & Parmakelis, 2013
  - Karucia Glöer & Pešić, 2013
  - Litthabitella Boeters, 1970
  - Lyhnidia Radoman, 1962
  - Malaprespia Radoman, 1973
  - Martinietta Schlickum, 1974 †
  - Microprososthenia Kadolsky & Piechocki, 2000 †
  - Montenegrospeum Pešić & Glöer, 2013
  - Myrtoessa Radea, 2016
  - Narentiana Radoman, 1973
  - Ohridohauffenia Hadžišče, 1959
  - Ohridohoratia Hadžišče, 1959
  - Ohrigocea Hadžišče, 1959
  - Plesiella Boeters, 2003
  - Prespiana Radoman, 1973
  - Prespolitorea Radoman, 1983
  - Pseudavenionia Bodon & Giusti, 1982
  - Pseudohoratia Radoman, 1967
  - Pseudoislamia Radoman, 1979
  - Strugia Radoman, 1973
  - Sumia Glöer & Mrkvicka, 2015
  - Tarraconia Ramos & Arconada, 2000
  - Terranigra Radoman, 1978
  - Trichonia Schütt, 1980
  - Turcorientalia Radoman, 1973
  - Zaumia Radoman, 1983
- Caspiinae B. Dybowski, 1913
  - Caspia Clessin & W. Dybowski, 1887
- Horatiinae D.W. Taylor, 1966
  - Anagastina Radoman, 1978
  - Graecoarganiella Falniowski & Szarowska, 2011
  - Horatia Bourguignat, 1887
  - Pezzolia Bodon & Giusti, 1986
  - Radomaniola Szarowska, 2007
  - Sadleriana Clessin, 1890
  - Sardohoratia Manganelli, Bodon, Cianfanelli, Talenti & Giusti, 1998
  - Tanousia Servain, 1881
  - Vinodolia Radoman, 1973

- Hydrobiinae Stimpson, 1865
  - Adriohydrobia Radoman, 1977
  - Ecrobia Stimpson, 1865
  - Hydrobia W. Hartmann, 1821
  - Peringia Paladilhe, 1874
  - Romania Cossmann, 1913 †
  - Salenthydrobia Wilke, 2003
- Nymphophilinae
  - Birgella Baker, 1926
- Incertae sedis
  - Anatolidamnicola Şahin, Koca & Yildirim, 2012
  - Andrusovia Brusina in Westerlund, 1902
  - Antillobia Altaba, 1993
  - Arabiella Kadolsky, Harzhauser & Neubauer in Harzhauser et al., 2016 †
  - Austropyrgus Cotton, 1942
  - Baglivia Brusina, 1892 †
  - Bania Brusina, 1896 †
  - Beogradica Pavlović, 1927 †
  - Brasovia Neubauer, Kroh, Harzhauser, Georgopoulou & Mandic, 2015 †
  - Bullaregia Khalloufi, Béjaoui & Delicado, 2017
  - Caspiohydrobia Starobogatov, 1970
  - Chirgisia Glöer, Boeters & Pešić, 2014
  - Coelacanthia Andrusov, 1890 †
  - Ctyrokya Schlickum, 1965 †
  - Fonscochlea Ponder, Hershler & Jenkins, 1989
  - Goniochilus Sandberger, 1875 †
  - Gyromelania Wenz, 1939 †
  - Heterocyclus Crosse, 1872
  - Rifia Ghamizi, 2020
  - Illyricella Neubauer, Mandic & Harzhauser, 2016 †
  - Intermaria Delicado, Pešić & Glöer, 2016
  - Iraklimelania Willmann, 1981 †
  - Jekeliella Bandel, 2010 †
  - Kadolskya Neubauer & Harzhauser, 2016 †
  - Kaskakia Glöer & Pešić, 2012
  - Kerchia Bandel, 2010 †
  - Lisinskia Brusina, 1897 †
  - Littoridinops Pilsbry, 1952
  - Lutetiella Kadolsky, 2015 †
  - Microbeliscus Sandberger, 1875 †
  - Micromelania Brusina, 1874 †
  - Mikrogoniochilus Willmann, 1981 †
  - Motsametia Vinarski, Palatov & Glöer, 2014
  - Muellerpalia Bandel, 2010 †
  - Navalis Quiñonero-Salgado & Rolán, 2017
  - Nematurella Sandberger, 1875 †
  - Neohoratia Schütt, 1961
  - Nicolaia Glöer, Bößneck, Walther & Neiber, 2016
  - Odontohydrobia Pavlović, 1927 †
  - Parhydrobia Cossmann & Dollfus, 1913
  - Persipyrgula Delicado, Pešić & Glöer, 2016
  - Pontohoratia Vinarski, Palatov & Glöer, 2014
  - Pontohydrobia Badzoshvili, 1979 †
  - Probythinella Thiele, 1928
  - Prososthenia Neumayr, 1869 †
  - Pseudamnicola Paulucci, 1878
  - Pseudocaspia Starobogatov, 1972
  - Pseudopaludinella Mabille, 1877
  - Pyrgulella Harzhauser, Neubauer & Kadolsky in Harzhauser et al., 2016 †
  - Rhodopyrgula Willmann, 1981 †
  - Robicia Brusina, 1897 †
  - Saccoia Brusina, 1893 †
  - Salakosia Willmann, 1981 †
  - Salalahia Kadolsky, Harzhauser & Neubauer in Harzhauser et al., 2016 †
  - Sarkhia Glöer & Pešić, 2012
  - Scalimelania Wenz, 1939 †
  - Sellia Raincourt, 1884
  - Shadinia Akramowski, 1976
  - Sivasi Şahin, Koca & Yildirim, 2012
  - Socenia Jekelius, 1944 †
  - Staja Brusina, 1897 †
  - Stalioa Brusina, 1870 †
  - Staliopsis Rzehak, 1893 †
  - Tefennia Schütt & Yildirim, 2003
  - Torosia Glöer & Georgiev, 2012
  - Tournouerina Schlickum, 1971 †
  - Vrazia Brusina, 1897 †
  - Wuconcha Kang, 1983
  - Xestopyrguloides Willmann, 1981 †
- Islamiinae Radoman, 1973
  - Alzoniella Giusti & Bodon, 1984
  - Avenionia Nicolas, 1882
  - Boetersiella Arconada & Ramos, 2001
  - Chondrobasis Arconada & Ramos, 2001
  - Corbellaria Callot-Girardi & Boeters, 2012
  - Fissuria Boeters, 1981
  - Iberhoratia Arconada & Ramos, 2007
  - Islamia Radoman, 1973
  - Josefus Arconada & Ramos, 2006
  - Milesiana Arconada & Ramos, 2006
  - Pauluccinella Giusti & Pezzoli, 1990
  - Spathogyna Arconada & Ramos, 2002
- Mercuriinae Boeters & Falkner, 2017
  - Mercuria Boeters, 1971
- Pseudamnicolinae Radoman, 1977
  - Corrosella Boeters, 1970
  - Diegus Delicado, Machordom & Ramos, 2016
  - Falniowskia Bernasconi, 1991
  - Graecamnicola Willmann, 1981 †
- Pyrgulinae E. von Martens, 1858
  - Chilopyrgula Brusina, 1896
  - Dianella Gude, 1913
  - Ginaia Brusina, 1896
  - Laevicaspia Dybowski & Grochmalicki, 1917
  - Maeotidia Andrusov, 1890 †
  - Marticia Brusina, 1897 †
  - Micropyrgula Polinski, 1929
  - Neofossarulus Poliński, 1929
  - Ohridopyrgula Radoman, 1983
  - Pseudodianella Neubauer, Mandic, Harzhauser & Hrvatović, 2013 †
  - Pyrgohydrobia Radoman, 1955
  - Pyrgula de Cristofori & Jan, 1832
  - Stankovicia Poliński, 1929
  - Trachyochridia Poliński, 1929
  - Turricaspia B. Dybowski & Grochmalicki, 1915
  - Xestopyrgula Poliński, 1929